# Пелешац
Пе́лешац (хорв. Pelješac, итал. Sabioncello; по-русски также транскрибируется Пельешац и Пелещац) — полуостров в южной части Хорватии, имеющий длину 70 км и ширину от 3 до 8 км.

## Общее описание
С материком Пелешац соединен узким перешейком, на котором расположен город Стон. От материка полуостров отделяет Неретванский залив, от острова Млет — Млетский пролив, а от острова Корчула — относительно узкий Пелешацкий пролив. Самая высокая точка полуострова — гора Св. Ильи (961 м), у подножия которой находится город Оребич. В административном отношении полуостров разделён на четыре общины, входящих в жупанию Дубровник-Неретва. Основные населённые пункты — Оребич (4165 человек на 2001 год), Стон (2605 человек) и Трпань (871 человек).
Южный, мягкий климат полуострова, а также плодородные почвы делают его одним из главных центров виноградарства и выращивания апельсинов и лимонов в Хорватии.
Знаменитые хорватские вина Дингач, Поступ, Свети Ана производятся именно на Пелешаце. Столица виноделия на полуострове — местечко Потомье.
Пелешац (в особенности города Стон и Малый Стон) также является хорватским центром выращивания устриц и мидий. Столь благоприятные условия для выращивания этих моллюсков объясняются несколько пониженной солёностью воды в Неретванском заливе из-за впадения в него полноводной реки Неретвы. Как и далматинские острова, Пелешац — привлекательное курортное место.
Полуостров связан паромными линиями с материком (Трпань — Плоче) и с островом Корчула (Оребич — Корчула).
В конце июля 2022 года реализован проект соединения полуострова мостом с основной территорией Хорватии — сейчас по суше по хорватской территории в Дубровник попасть нельзя, поскольку 9-километровый участок побережья принадлежит Боснии и Герцеговине, а мост позволит решить эту транспортную проблему. Начавшееся в 2007 году строительство моста было приостановлено после протестов правительства Боснии и Герцеговины, заявлявшего, что мост будет мешать крупным судам заходить в боснийский порт Неум. После затянувшихся на 10 лет переговоров, определивших параметры моста, устраивающие обе стороны, строительство возобновилось в 2018 году.

## Города
Оребич — город потомственных моряков. Несмотря на относительно небольшие размеры, уже в XIX веке Оребич был вторым после Риеки портом Далмации. Морской музей, экспонаты которого рассказывают об истории мореплавания в Далмации. К западу от города находится старинный францисканский монастырь  XV века, рядом с ним старинное кладбище моряков.
Стон — город при соединении Пелешаца с материком. Понимая стратегическую важность этого места, первые укрепления здесь строили ещё римляне. Дубровницкая республика, которой город принадлежал в Средние века, построила на окрестной горе мощную крепость (XIV—XVI вв.) с длинными и толстыми стенами, которая позволяла контролировать весь регион.
Защита Стона была также важна из-за соледобычи, доходы от которой составляли значительную часть бюджета Дубровникской республики. Кроме крепости, в городе немало других интересных строений. В первую очередь это готические и ренессансные дворцы и здания XV—XVI вв.